# Куджо (фильм)
«Куджо» (англ. Cujo) — фильм ужасов 1983 года режиссёра Льюиса Тига, снятый по одноимённому произведению Стивена Кинга. Сценарий написан Доном Карлосом Данауэем и Барбарой Тернер (под псевдонимом Лорен Куррье). Был выпущен за четыре месяца до фильма «Кристина» (1983), ещё одной экранизации романа Стивена Кинга, выпущенной в кинотеатрах в том же году.
Несмотря на неоднозначные отзывы и скромные кассовые сборы, за годы, прошедшие с момента выхода фильма, он обзавелся культовым статусом.

## Сюжет
Куджо — кличка сенбернара, принадлежащего семье Кэмберов, живущей в городке Касл-Рок. Здесь Джо Кэмбер работает механиком. Во время охоты на полях неподалёку от дома Кэмберов, Куджо был укушен летучей мышью, зараженной бешенством. После заражения Куджо убивает Гарри Первира, соседа Кэмберов. Джо идет к Гарри, чтобы подвезти по делам, но находит того мертвым. Куджо убивает и Джо, когда тот пытается дозвониться до полиции. Его жена и сын, между тем, гостят у родственников.
У супругов Трентонов проблемы: жена Вика Трентона, Донна, завела себе любовника. И, хоть она рассталась с ним, отношения с мужем на грани распада. Вик уезжает по делам в другой город. Донна же приезжает с сынишкой Тэдом в мастерскую Кэмбера, чтобы починить машину, и оказывается заложницей взбесившейся собаки. Два дня она сидит с ребёнком в машине, не имея возможности выйти. В итоге, когда собака убивает и приехавшего шерифа Баннермана, Донна все же находит в себе мужество забить собаку бейсбольной битой, брошенной сыном хозяина. Она относит своего сына в дом и приводит его в чувство. Полуживой Куджо предпринимает ещё одну попытку убийства, но Донна стреляет в него из револьвера погибшего полицейского.
Фильм заканчивается тем, что Донна с Тэдом на руках встречает мужа на крыльце дома Кэмберов.

## В ролях
- Ди Уоллес-Стоун — Донна Трентон
- Дэнни Пинтауро — Тэд Трентон
- Дэниэл Хью Келли — Вик Трентон
- Кристофер Стоун — Стив Кемп
- Эд Лотер — Джо Кэмбер
- Каюлани Ли — Черети Кэмбер
- Билли Джейн — Бретт Кэмбер
- Миллс Уотсон — Гарри Первир
- Джерри Хардин — Мейсен

## Критика
На агрегаторе рецензий Rotten Tomatoes рейтинг одобрения составляет 59 % на основе 44 обзоров. Консенсус веб-сайта гласит: «„Куджо“ — бесхитростный фильм, по которому пунктиром проходят кровавые нападения собаки и потрясающая игра Ди Уоллес».
Джанет Маслин из The New York Times написала, что фильм «ни в коем случае не является классикой ужасов, но он тревожный и пугающий». Роджер Эберт поставил 3,5 звезды из 4, назвав фильм «правдоподобным триллером».

## Фестивали и награды
- 1987 — Приз зрителей на кинофестивале Fantasporto.

## Отличия от первоисточника
- Исключена линия пребывания Бретта Кэмбера с матерью в гостях у её сестры.
- В первоисточнике Тед умирает в машине от обезвоживания.
- В книге Куджо умирает из-за раны в глаз обрубком от биты.